# Мисиньш, Янис
Янис Екабович Мисиньш (латыш. Jānis Misiņš; 25 апреля 1862, Тирзская волость — 17 января 1945, Рига) — библиофил и библиотекарь. Основоположник латышской научной библиографии. Основатель библиотеки Мисиньша. Командор и офицер ордена Трёх звёзд.

## Биография
Родился в 1862 году в семье Екаба и его жены Эде в Тирзкой волости.
Из-за частых болезней не мог посещать школу и получил образование самостоятельно. В 1885 году Мисиньш получил разрешение на создание частной публичной библиотеки в Тирзской волости, позже было создана и переплетная мастерская. Библиотека включала в себя около 500 томов, в основном книг научного содержания.
С 1892 года библиотека располагались в Леясциемсе, где Мисиньш открыл в том числе и книжный магазин. В 1906 году переехал в Ригу, где продолжал издавать книги. С 1911 по 1914 год Мисиньш был библиотекарем Научной комиссии Рижского латышского общества. Во время войны книжный магазин был закрыт.

В межвоенный период, Янис Мисиньш передаёт всю свою объёмную библиотечную коллекцию в ведение Рижской городской управы, которая на тот момент являлась полноправной владелицей будущей Фундаментальной библиотеки. Акт передачи книг состоялся в 1925 году. Всего было передано более 28 тысяч единиц хранения, в числе которых кроме самих книг были периодические издания, иллюстративные материалы и различные мелкопечатные издания.
В течение короткого периода Латвийской ССР, в 1919 году, был назначен управляющим Латвийского архива.
С 1919 по 1920 год Мисиньш был руководителем Латвийской центральной библиотеки. С 1920 по 1938 год был главой и заместителем директора Рижской городской библиотеки (ныне Фундаментальная библиотека Латвийской АН)
Умер 17 января 1945 года в Риге, похоронен на Рижском лесном кладбище
Самая большая и значительная работа Мисиньша — «Указатель латышской литературы» («Latviešu rakstniecības rādītājs») в двух частях, который
был начат в конце 19 века. Первая часть (1924) охватывает зарегистрированные издания общего характера и научные, вышедшие на латышском языке в период с 1585 по 1910 год, а вторая часть (1937) включает художественную литературу и издания по искусству до 1925 года.